# Ghaggar-Hakra

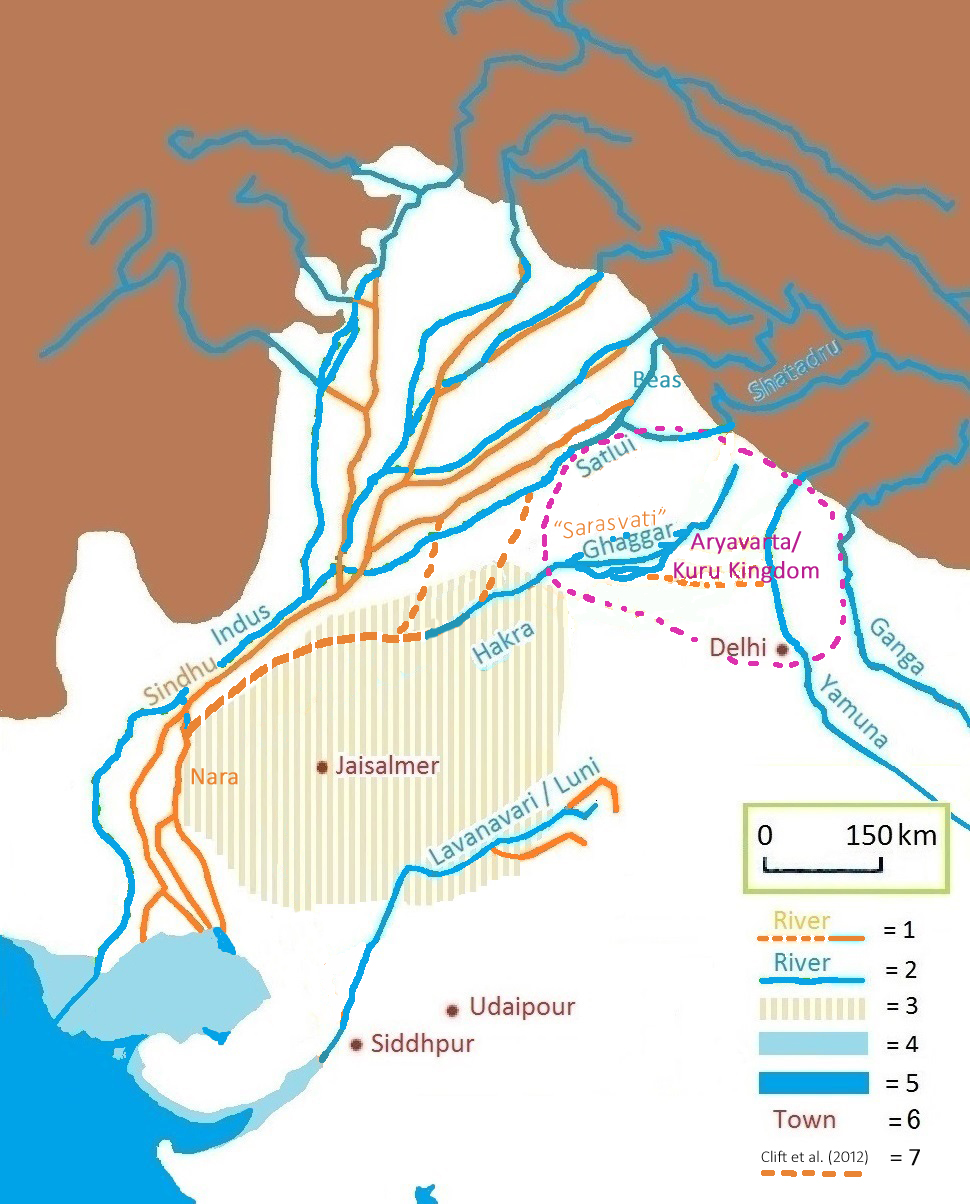
Loop van de huidige Gagghar-Hakra rivier, met pre-Harappaans paleo-kanaal zoals voorgesteld door Clift et al. (2012).
1 = oude rivierbedding
2 = huidige rivier
3 = huidige Tharwoestijn
4 = oude kustlijn
5 = huidige kustlijn
6 = huidige stad
7 = opgedroogde Hakkra rivier-loop, en pre-Harappaanse Sutlej paleo-kanalen (Clift et al. (2012))

De Ghaggar-Hakra is een periodieke rivier, bestaande uit de seizoenrivier Ghaggar in India en de rivierbedding Hakra in Pakistan. De rivierbedding wordt vaak gelijkgesteld met de Vedische Sarasvati, al wordt eraan getwijfeld of alle verwijzingen in de Rig Veda naar de Sarasvati werkelijk op deze rivier slaan. De identificatie is gebaseerd op beschrijvingen in Vedische teksten zoals de opsomming van rivieren in Rig Veda 10.75.05. Daar is de volgorde: Ganga, Yamuna, Sarasvati, Sutlej met nog andere geologische en paleobotanische vondsten.
Volgens de Victoriaanse geleerde Richard Dixon Oldham zouden geologische feiten de rivier een andere loop hebben gegeven dan zij had in de tijd van de optekeningen: Het was vroeger de Sarasvati; die naam leeft nog voort bij de mensen, en het befaamde fort van Sarsuti of Sarasvati werd op de oever gebouwd, bijna 100 mijl beneden de hedendaagse verbinding met de Ghaggar.
Het opdrogen van de Ghaggar-Hakra vond mogelijk ergens tussen 2500 en 2000 v.Chr. plaats, met dan nog een redelijke foutenmarge voor de periodes daarvoor en erna. Deze ruwe geologische schattingen geven historici echter geen voldoende houvast voor definitieve conclusies.